# Три разбойника
«Три разбо́йника» (англ. The Three Robbers) — детская книжка с картинками, одна из наиболее известных книг французского писателя и иллюстратора Томи Унгерера. Опубликована в 1961 году, неоднократно переиздавалась и переведена на многие языки (не менее, чем на 16 языков).
Существуют две анимационные экранизации книги, в том числе в виде полнометражного фильма 2007 года с существенно доработанным сюжетом.
На русском языке книга была издана в конце 2015 года издательством «Самокат» и представлена на книжной выставке-ярмарке Non/fiction № 17.

## Сюжет
Три свирепых разбойника, одетых в чёрные плащи и высокие чёрные колпаки, по ночам грабили путников на дороге и относили все награбленные сокровища в своё жилище в горах. Однажды ночью им попалась карета, в которой ехала маленькая девочка Тиффани, недавно осиротевшая. Разбойники забрали Тиффани в своё логово, и та с удивлением спросила, зачем им столько драгоценностей, если они их никак не используют?
Вопрос Тиффани заставил разбойников задуматься, и они достали все сокровища, собрали по всей округе всех несчастных и брошенных детей и купили для них красивый замок. Сироты росли в замке, туда приходили и новые дети или приносили подкидышей. Вокруг замка выросла целая деревня, а много лет спустя в память о разбойниках жители деревни возвели высокие три башни с куполами, как колпаки разбойников.

## Экранизации
Существует два анимационных фильма по книге. Первый, 6-минутный, был снял известным режиссёром Джином Дейчем в 1972 году и целиком основан на иллюстрациях Унгерера.
Полнометражный анимационный фильм «Три разбойника» вышел в 2007 году и содержит ряд дополнительных сюжетных ходов; в озвучивании мультфильма принял участие и сам Унгерер.